# Hymn Malezji
Negaraku (pol. „Mój kraj”) – hymn Malezji wybrany po uzyskaniu niepodległości w 1957 roku. Autorem tekstu jest Tunku Abdul Rahman, a muzykę skomponował Pierre-Jean de Béranger.

## Tekst
Słowa malajskie
Negaraku, tanah tumpahnya darahku,

Rakyat hidup, bersatu dan maju,

Rahmat bahagia, Tuhan kurniakan,

Raja kita, selamat bertakhta.

Rahmat bahagia, Tuhan kurniakan,

Raja kita, selamat bertakhta.
polskie tłumaczenie
Mój kraj, ziemia gdzie przelała się ma krew,

Ludzie żyją w nim zjednoczeni i rozwijają się.

Niech Bóg błogosławi ją szczęściem,

(I niech) nasz Król panuje w pokoju.

Niech Bóg błogosławi ją szczęściem,

(I niech) nasz Król panuje w pokoju.